# Terza Divisione FIDAF 2017
La Terza Divisione FIDAF 2017 è la 10ª edizione del campionato di football americano di Terza Divisione organizzato dalla FIDAF (31ª edizione del campionato di terzo livello, 15ª edizione a 9 giocatori). Vi partecipano 43 squadre. Il campionato è diviso in nove gironi, formati da 4 o 5 team ciascuno.
I Sauk Wolves Cosenza, dopo essersi iscritti al campionato, si sono ritirati e hanno pertanto perso a tavolino 8-0 tutte le partite.

## Squadre partecipanti
Le modifiche nell'organico rispetto all'edizione 2016 sono le seguenti:
- i Seahawks Bologna si sono divisi in Braves Bologna e Doves Bologna; i Braves sono stati ammessi in Seconda Divisione, mentre i Doves, ammessi in Terza Divisione, hanno partecipato al bando per un posto in Seconda. Ottenuto il posto tramite il bando (come terzi classificati su sei squadre partecipanti) in seguito alla decisione dei Muli Trieste di giocare in Terza Divisione, hanno comunque successivamente scelto di giocare in Terza.
- i Veterans Grosseto si sono autoretrocessi dalla Seconda Divisione, sostituiti dai Knights Sant'Agata
- la Legio XIII Roma si è autoretrocessa dalla Seconda Divisione, sostituiti dai Gorillas Varese
- i Frogs Legnano hanno scelto di non giocare campionati nella stagione 2017, sostituiti dai Ravens Imola
- i Draghi Udine si sono autoretrocessi dalla Seconda Divisione, sostituiti dai Mad Bulls Barletta
- le Aquile Ferrara si sono autoretrocesse dalla Prima Divisione a poche settimane dall'inizio dei tornei;
- i Berserk Riolo Terme, il GTeam Gallarate, gli Highlanders Catanzaro, i Jokers Fano e i Tigers Cremona non partecipano ai campionati;
- gli Alfieri Asti, i Lancieri Novara e i Rebels Castel San Giorgio sono passati in FIDAF (provenienti da IAAFL);
- i Titans Romagna hanno scelto di giocare in Terza Divisione, con una squadra congiunta coi Broncos Faenza (i Broncos-Titans Romagna), che a loro volta hanno lasciato la IAAFL per passare in FIDAF;
- i Navy Seals Bari e i Cardinals Palermo hanno ripreso l'attività;
- i Black Tide Catanzaro fanno il loro esordio assoluto in una competizione ufficiale;
- i Giants Bolzano hanno aperto un farm team
- i Bucks Brindisi partecipano con un team congiunto ai Delfini Taranto;
- i Blacks Rivoli e i Bills Cavallermaggiore presentano una squadra congiunta col nome di "Blackbills" in Seconda Divisione.

| Club                         | Città                     | Stadio            | Sponsor ufficiale | Risultato nella stagione 2016                                                 |
| ---------------------------- | ------------------------- | ----------------- | ----------------- | ----------------------------------------------------------------------------- |
| 29ers Alto Livenza           | Caneva (PN)               |                   |                   | 3º posto in regular season Terza Divisione (girone H)                         |
| Achei Crotone                | Crotone                   | Stadio Ezio Scida |                   | 3º posto in regular season Terza Divisione (girone A)                         |
| Alfieri Asti                 | Asti                      |                   |                   | Quarti di finale Spring League IAAFL                                          |
| Aquile Ferrara               | Ferrara                   |                   | Dimedia srl       | 4º posto in regular season Prima Divisione (girone Sud)                       |
| Black Tide Catanzaro         | Catanzaro                 |                   |                   | Esordio nel 2017                                                              |
| Blitz San Carlo              | San Carlo Canavese (TO)   |                   |                   | 5º posto in regular season Terza Divisione (girone E)                         |
| Briganti Napoli              | Napoli                    |                   |                   | Quarti di finale di Conference Terza Divisione                                |
| Broncos-Titans Romagna       | Forlì                     |                   |                   | Vincitori Seconda Divisione (Titans)/Semifinali Spring League IAAFL (Broncos) |
| Buccaneers Comacchio         | Comacchio (FE)            |                   |                   | 5º posto in regular season Terza Divisione (girone G)                         |
| Cardinals Palermo            | Palermo                   |                   |                   | Inattivi                                                                      |
| Celtics Dolomiti             | Feltre (BL)               |                   |                   | 4º posto in regular season Terza Divisione (girone I)                         |
| Crabs Pescara                | Pescara                   |                   |                   | 4º posto in regular season Terza Divisione (girone C)                         |
| Delfini Taranto              | Taranto                   |                   |                   | Wild Card                                                                     |
| Doves Bologna                | Bologna                   |                   |                   | 3º posto in regular season Seconda Divisione (girone D)                       |
| Draghi Udine                 | Udine                     |                   |                   | 4º posto in regular season Seconda Divisione (girone C)                       |
| Eagles Salerno               | Salerno                   |                   |                   | 4º posto in regular season Terza Divisione (girone B)                         |
| Etruschi Livorno             | Livorno                   |                   |                   | Quarti di finale di Conference Terza Divisione                                |
| Giants Bolzano 2             | Bolzano                   |                   |                   | Vicecampioni d'Italia                                                         |
| Hurricanes Vicenza           | Vicenza                   |                   |                   | Quarti di finale di Conference Terza Divisione                                |
| Islanders Venezia            | Venezia                   |                   |                   | Semifinali di Conference Terza Divisione                                      |
| Lancieri Novara              | Novara                    |                   |                   | Semifinale Spring League IAAFL                                                |
| Legio XIII Roma              | Roma                      |                   |                   | 5º posto in regular season Seconda Divisione (girone E)                       |
| Mastiffs Canavese            | Ivrea (TO)                |                   |                   | Wild Card                                                                     |
| Mexicans Pederobba           | Pederobba (TV)            |                   |                   | 4º posto in regular season Terza Divisione (girone H)                         |
| Minatori Cave                | Cave (RM)                 |                   |                   | 3º posto in regular season Terza Divisione (girone C)                         |
| Muli Trieste                 | Trieste                   |                   |                   | 3º posto in regular season Seconda Divisione (girone C)                       |
| Navy Seals Bari              | Bari                      |                   |                   | Inattivi                                                                      |
| Nuovi Grifoni Perugia        | Perugia                   |                   |                   | Semifinali di Conference Terza Divisione                                      |
| Pirates Savona               | Savona                    |                   |                   | 4º posto in regular season Terza Divisione (girone E)                         |
| Predatori Golfo del Tigullio | Chiavari (GE)             |                   |                   | Finali di Conference Terza Divisione                                          |
| Rams Milano                  | Milano                    |                   |                   | Semifinali di Conference Terza Divisione                                      |
| Rebels Castel San Giorgio    | Castel San Giorgio (SA)   |                   |                   | 2º posto in regular season Spring League IAAFL (Southern Conference)          |
| Redskins Verona              | Verona                    |                   |                   | Wild Card                                                                     |
| Sauk Wolves Cosenza          | Cosenza                   |                   |                   | 4º posto in regular season Terza Divisione (girone A)                         |
| Sentinels Isonzo             | Ronchi dei Legionari (GO) |                   |                   | Quarti di finale di Conference Terza Divisione                                |
| Sharks Palermo               | Palermo                   |                   |                   | Finalisti                                                                     |
| Sirbons Cagliari             | Cagliari                  |                   |                   | Wild Card                                                                     |
| Steelers Terni               | Terni                     |                   |                   | Semifinali di Conference                                                      |
| Thunders Trento              | Trento                    |                   |                   | Wild Card                                                                     |
| Trappers Cecina              | Cecina (LI)               |                   |                   | 4º posto in regular season Terza Divisione (girone D)                         |
| Veterans Grosseto            | Grosseto                  |                   |                   | 4º posto in regular season Seconda Divisione (girone E)                       |
| White Tigers Massa           | Massa                     |                   |                   | Wild Card                                                                     |
| Wolverines Piacenza          | Piacenza                  |                   |                   | Quarti di finale di conference                                                |

## Stagione regolare

### Calendario

#### 1ª giornata
| Fogliano-Redipuglia 18 febbraio 2017, ore 14:00 CET | Sentinels Isonzo | 14 – 0 (0-0 0-0 7-0 7-0) | Muli Trieste | Campo Rugby |

| Perugia 18 febbraio 2017, ore 20:00 CET | Nuovi Grifoni Perugia | 31 – 0 (12-0 6-0 6-0 7-0) | Crabs Pescara | S.C. S.Sisto |

| Chiavari 18 febbraio 2017, ore 21:00 CET | Predatori Golfo del Tigullio | 41 – 13 (14-7 13-0 7-0 7-6) | White Tigers Massa | C.S. Daneri |

| Novara 19 febbraio 2017, ore 14:00 CET | Lancieri Novara | 20 – 0 (0-0 14-0 0-0 6-0) | Blitz San Carlo | Lancieri Field |

| Faenza 19 febbraio 2017, ore 14:30 CET | Broncos-Titans Romagna | 0 – 56 (0-7 0-28 0-7 0-14) | Hurricanes Vicenza | C.S. La Graziola |

| Catanzaro 19 febbraio 2017, ore 14:30 CET | Black Tide Catanzaro | 42 – 48 (d.t.s.) (7-8 7-6 20-12 8-16 0-6) | Achei Crotone | Stadio Runci |

| Piacenza 19 febbraio 2017, ore 14:30 CET | Wolverines Piacenza | 6 – 46 (0-0 6-7 0-21 0-18) | Rams Milano | Centro Sportivo Rugby Gigi Savoia |

| Capezzano 19 febbraio 2017, ore 15:00 CET | Rebels Castel San Giorgio | 10 – 8 (8-0 0-8 0-0 2-0) | Navy Seals Bari | Stadio Andrea Bolognese |

| Albisola Superiore 19 febbraio 2017, ore 15:00 CET | Pirates Savona | 56 – 0 (7-0 28-0 7-0 14-0) | Alfieri Asti | C.S. Luceto |

| Pasian di Prato 19 febbraio 2017, ore 15:00 CET | Draghi Udine | 14 – 27 (0-7 7-6 7-14 0-0) | 29ers Alto Livenza | C.S.Degano e Zorzi |

| San Pietro in Palazzi 19 febbraio 2017, ore 16:00 CET | Trappers Cecina | 21 – 42 (7-14 0-14 0-14 14-0) | Veterans Grosseto | C.S. Athos Martellacci |

#### 2ª giornata
| Bresso 25 febbraio 2017, ore 21:05 CET | Rams Milano | 15 – 16 (0-0 7-6 0-0 8-10) | Lancieri Novara | Centro Sportivo Comunale |

| Onigo 26 febbraio 2017, ore 15:00 CET | Mexicans Pederobba | 16 – 36 (0-6 8-8 0-8 8-14) | Giants Bolzano 2 | C.S. Comunale |

#### 3ª giornata
| Trento 4 marzo 2017, ore 15:00 CEST | Thunders Trento | 68 – 6 (20-0 27-6 14-0 7-0) | Mexicans Pederobba | Campo Fersina |

| Comacchio 4 marzo 2017, ore 20:30 CEST | Buccaneers Comacchio | 13 – 60 (7-14 0-20 6-12 0-14) | Aquile Ferrara | Stadio Ider Carli |

| Chiavari 4 marzo 2017, ore 21:00 CEST | Predatori Golfo del Tigullio | 55 – 6 (33-0 7-0 8-0 7-6) | Alfieri Asti | C.S. Daneri |

| Terni 4 marzo 2017, ore 21:00 CEST | Steelers Terni | 47 – 6 (16-0 13-0 6-0 12-6) | Minatori Cave | C.S. Virgilio Maroso |

| Bari 5 marzo 2017, ore 14:00 CEST | Navy Seals Bari | 0 – 35 (0-0 0-8 0-6 0-21) | Delfini Taranto | Stadio della Vittoria |

| Caneva 5 marzo 2017, ore 15:10 CEST | 29ers Alto Livenza | 0 – 40 (0-0 0-13 0-14 0-13) | Islanders Venezia | C.S. Comunale |

#### 4ª giornata
| San Luigi 11 marzo 2017, ore 20:30 CET | Muli Trieste | 28 – 0 (6-0 13-0 9-0 0-0) | Draghi Udine | Campo Sportivo |

| Bresso 11 marzo 2017, ore 21:00 CET | Rams Milano | 39 – 12 (7-6 21-0 2-6 9-0) | Blitz San Carlo | C.S. Comunale |

| Bari 12 marzo 2017, ore 14:00 CET | Navy Seals Bari | 0 – 12 (0-0 0-6 0-6 0-0) | Briganti Napoli | Stadio della Vittoria |

| San Giovanni Lupatoto 12 marzo 2017, ore 14:30 CET | Redskins Verona | 13 – 6 (0-0 0-0 0-6 13-0) | Giants Bolzano 2 | C.S. Mozzo |

| Livorno 12 marzo 2017, ore 14:45 CET | Etruschi Livorno | 38 – 0 (0-0 24-0 8-0 6-0) | Trappers Cecina | C.S. La Pace |

| Faenza 12 marzo 2017, ore 15:00 CET | Broncos-Titans Romagna | 26 – 6 (6-0 14-0 6-6 0-0) | Doves Bologna | C.S. La Graziola |

| Vicenza 12 marzo 2017, ore 16:00 CET | Hurricanes Vicenza | 41 – 6 (7-0 7-0 7-6 20-0) | Aquile Ferrara | Campo Sportivo |

| Cave 12 marzo 2017, ore 16:30 CET | Minatori Cave | 50 – 0 (14-0 12-0 16-0 8-0) | Crabs Pescara | Stadio Comunale Luigi Ariola |

#### 5ª giornata
| Trento 18 marzo 2017, ore 15:00 CET | Thunders Trento | 42 – 6 (14-6 10-0 18-0 0-0) | Redskins Verona | Campo Fersina |

| Piacenza 18 marzo 2017, ore 16:00 CET | Wolverines Piacenza | 32 – 20 (6-8 6-6 12-0 8-6) | Mastiffs Canavese | Centro Sportivo Rugby Gigi Savoia |

| Bologna 18 marzo 2017, ore 21:00 CET | Doves Bologna | 0 – 40 (0-8 0-8 0-6 0-18) | Buccaneers Comacchio | Campo Sportivo Giorgio Bernardi |

| Favaro Veneto 18 marzo 2017, ore 21:00 CET | Islanders Venezia | 26 – 33 (13-13 7-0 0-7 6-13) | Sentinels Isonzo | Centro Sportivo Comunale |

| Terrasini 19 marzo 2017, ore 13:40 CET | Sharks Palermo | 50 – 2 (15-0 28-0 0-2 7-0) | Cardinals Palermo | C.S. Favazza |

| Grosseto 19 marzo 2017, ore 15:00 CET | Veterans Grosseto | 14 – 6 (0-0 0-0 7-6 7-0) | Etruschi Livorno | C.S. Bruno Passalacqua |

| Albisola Superiore 19 marzo 2017, ore 15:00 CET | Pirates Savona | 25 – 31 (0-7 13-7 6-14 6-3) | Predatori Golfo del Tigullio | Campo Sportivo Luceto |

| Massa 19 marzo 2017, ore 15:00 CET | White Tigers Massa | 57 – 6 (14-0 28-0 0-6 15-0) | Alfieri Asti | Centro Giovanile C.S.I. |

| Ferrara 19 marzo 2017, ore 15:00 CET | Aquile Ferrara | 37 – 28 (6-0 16-7 0-7 15-14) | Broncos-Titans Romagna | Mike Wyatt Field |

| Castiglione Cosentino 19 marzo 2017, ore 16:00 CET | Sauk Wolves Cosenza | 0 – 8 (d.g.s.) | Achei Crotone | C.S. Boschelli |

#### 6ª giornata
| Pescara 25 marzo 2017, ore 19:30 CET | Crabs Pescara | 0 – 40 (0-16 0-24 0-0 0-0) | Steelers Terni | C.S. Donati |

| San Luigi 25 marzo 2017, ore 20:30 CET | Muli Trieste | 64 – 0 (20-0 22-0 7-0 15-0) | 29ers Alto Livenza | Campo Sportivo |

| Arten 25 marzo 2017, ore 20:30 CET | Celtics Dolomiti | 19 – 12 (13-6 6-0 0-6 0-0) | Mexicans Pederobba | Impianti Sportivi Comunali |

| Favaro Veneto 25 marzo 2017, ore 20:40 CET | Islanders Venezia | 57 – 0 (13-0 14-0 21-0 9-0) | Draghi Udine | Centro Sportivo Comunale |

| San Pietro in Palazzi 25 marzo 2017, ore 21:00 CET | Trappers Cecina | 0 – 26 (0-7 0-7 0-6 0-6) | Etruschi Livorno | C.S. Athos Martellacci |

| Palermo 26 marzo 2017, ore 14:00 CEST | Cardinals Palermo | 6 – 43 (0-21 6-14 0-8 0-0) | Black Tide Catanzaro | Luis Ribolla Campi Sportivi |

| Napoli 26 marzo 2017, ore 14:00 CEST | Briganti Napoli | 22 – 0 (6-0 8-0 0-0 8-0) | Rebels Castel San Giorgio | Briganti Field |

| San Carlo Canavese 26 marzo 2017, ore 14:30 CEST | Blitz San Carlo | 12 – 30 (0-6 0-8 6-16 6-0) | Wolverines Piacenza | C.S. Comunale "Blitzfield" |

| San Giorgio Canavese 26 marzo 2017, ore 15:00 CEST | Mastiffs Canavese | 8 – 7 (0-0 0-7 8-0 0-0) | Lancieri Novara | C.S. San Giorgio Canavese |

| San Mango Piemonte 26 marzo 2017, ore 15:00 CEST | Eagles Salerno | 32 – 24 (0-6 8-0 16-6 8-12) | Delfini Taranto | C.S. Terzo Tempo |

| Crotone 26 marzo 2017, ore 15:15 CEST | Achei Crotone | 8 – 48 (0-0 0-14 0-21 8-13) | Sharks Palermo | Achei Field |

| Roma 26 marzo 2017, ore 17:00 CEST | Legio XIII Roma | 6 – 26 (0-16 0-3 6-0 0-7) | Nuovi Grifoni Perugia | C.S. Longarina |

#### 7ª giornata
| Livorno 1º aprile 2017, ore 14:00 CEST | Etruschi Livorno | 39 – 0 (13-0 13-0 6-0 7-0) | Sirbons Cagliari | C.S. La Pace |

| Comacchio 1º aprile 2017, ore 20:30 CEST | Buccaneers Comacchio | 20 – 21 (6-0 8-3 0-0 6-18) | Broncos-Titans Romagna | Stadio Ider Carli |

| Bologna 1º aprile 2017, ore 21:00 CEST | Doves Bologna | 0 – 8 (d.g.s.) | Hurricanes Vicenza | Stadio Giorgio Bernardi |

| Novara 2 aprile 2017, ore 14:25 CEST | Lancieri Novara | 34 – 19 (21-0 0-7 13-6 0-6) | Wolverines Piacenza | Lancieri Field |

| Massa 2 aprile 2017, ore 15:00 CEST | White Tigers Massa | 27 – 21 (7-0 7-7 0-7 13-7) | Predatori Golfo del Tigullio | Centro Giovanile CSI |

| Bolzano 2 aprile 2017, ore 15:00 CEST | Giants Bolzano 2 | 0 – 35 (0-7 0-2 0-13 0-13) | Thunders Trento | Stadio Europa |

| Asti 2 aprile 2017, ore 15:00 CEST | Alfieri Asti | 14 – 42 (0-7 6-6 0-21 8-8) | Pirates Savona | Campo Sportivo |

| Grosseto 2 aprile 2017, ore 15:00 CEST | Veterans Grosseto | 47 – 6 (7-0 14-0 14-0 12-6) | Trappers Cecina | C.S. Bruno Passalacqua |

| Castiglione Cosentino 2 aprile 2017, ore 16:00 CEST | Sauk Wolves Cosenza | 0 – 8 (d.g.s.) | Black Tide Catanzaro | C.S. Boschelli |

#### 8ª giornata
| Istia d'Ombrone 8 aprile 2017, ore 14:00 CEST | Veterans Grosseto | 48 – 13 (14-0 14-13 20-0 0-0) | Sirbons Cagliari | Veterans Field |

| Favaro Veneto 8 aprile 2017, ore 20:30 CEST | Islanders Venezia | 17 – 7 (7-0 7-7 0-0 3-0) | Muli Trieste | Centro Sportivo Comunale |

| Perugia 8 aprile 2017, ore 21:00 CEST | Nuovi Grifoni Perugia | 0 – 21 (0-0 0-14 0-7 0-0) | Steelers Terni | S.C. S. Sisto |

| Palermo 9 aprile 2017, ore 14:00 CEST | Cardinals Palermo | 8 – 0 (d.g.s.) | Sauk Wolves Cosenza | Luis Ribolla Campi Sportivi |

| San Carlo Canavese 9 aprile 2017, ore 14:30 CEST | Blitz San Carlo | 6 – 31 (0-0 6-6 0-13 0-12) | Mastiffs Canavese | C.S. Comunale "Blitzfield" |

| San Giovanni Lupatoto 9 aprile 2017, ore 14:30 CEST | Redskins Verona | 53 – 7 (7-0 21-0 17-7 8-0) | Celtics Dolomiti | C.S. Mozzo |

| Pasian di Prato 9 aprile 2017, ore 15:00 CEST | Draghi Udine | 0 – 54 (0-19 0-21 0-7 0-7) | Sentinels Isonzo | C.S.Degano e Zorzi |

| Napoli 9 aprile 2017, ore 15:00 CEST | Briganti Napoli | 2 – 14 (0-14 0-0 2-0 0-0) | Eagles Salerno | Briganti Field |

| Massa 9 aprile 2017, ore 15:00 CEST | White Tigers Massa | 7 – 31 (0-6 0-6 0-0 7-19) | Pirates Savona | Centro Giovanile C.S.I. |

| Ferrara 9 aprile 2017, ore 15:00 CEST | Aquile Ferrara | 69 – 0 (21-0 21-0 6-0 21-0) | Doves Bologna | Mike Wyatt Field |

| Taranto 9 aprile 2017, ore 15:30 CEST | Delfini Taranto | 37 – 12 (8-0 20-0 7-6 2-6) | Rebels Castel San Giorgio | Stadio Erasmo Iacovone |

| Roma 9 aprile 2017, ore 17:00 CEST | Legio XIII Roma | 16 – 56 (8-0 8-30 0-6 0-20) | Minatori Cave | C.S. Longarina |

#### 9ª giornata
| Bolzano 22 aprile 2017, ore 18:30 CEST | Giants Bolzano 2 | 21 – 0 | Celtics Dolomiti | Stadio Europa |

| Pescara 22 aprile 2017, ore 19:00 CEST | Crabs Pescara | 8 – 12 | Legio XIII Roma | C.S. Donati |

| San Luigi 22 aprile 2017, ore 20:30 CEST | Muli Trieste | 54 – 0 | Draghi Udine | Campo sportivo |

| Bresso 22 aprile 2017, ore 21:00 CEST | Rams Milano | 41 – 12 | Wolverines Piacenza | Centro Sportivo Comunale Bresso |

| Assemini 23 aprile 2017, ore 13:00 CEST | Sirbons Cagliari | 7 – 56 | Veterans Grosseto | Stadio Santa Maria |

| Asti 23 aprile 2017, ore 15:00 CEST | Alfieri Asti | 8 – 48 | Predatori Golfo del Tigullio | Campo sportivo |

| Albisola Superiore 23 aprile 2017, ore 15:00 CEST | Pirates Savona | 21 – 6 | White Tigers Massa | C.S. Luigi Pomina |

| Ferrara 23 aprile 2017, ore 15:00 CEST | Aquile Ferrara | 35 – 0 | Broncos-Titans Romagna | Mike Wyatt Field |

| San Giovanni Lupatoto 23 aprile 2017, ore 15:00 CEST | Redskins Verona | 7 – 6 | Thunders Trento | C.S. Mozzo |

| Crotone 23 aprile 2017, ore 15:10 CEST | Achei Crotone | 54 – 32 | Cardinals Palermo | Achei Field |

| Napoli 23 aprile 2017, ore 15:15 CEST | Briganti Napoli | 14 – 6 | Delfini Taranto | Briganti Field |

| Bracigliano 23 aprile 2017, ore 15:30 CEST | Rebels Castel San Giorgio | 0 – 46 | Eagles Salerno | C.S. Alfonso De Crescenzo |

| Catanzaro 23 aprile 2017, ore 15:45 CEST | Black Tide Catanzaro | 7 – 14 | Sharks Palermo | C.S. A. Curto |

| Vicenza 23 aprile 2017, ore 16:15 CEST | Hurricanes Vicenza | 70 – 0 | Buccaneers Comacchio | Campo sportivo |

| Cave 23 aprile 2017, ore 16:30 CEST | Minatori Cave | 21 – 12 | Nuovi Grifoni Perugia | Stadio Comunale Luigi Ariola |

#### 10ª giornata
| Assemini 29 aprile 2017, ore 14:00 CEST | Sirbons Cagliari | 12 – 43 | Trappers Cecina | Stadio Santa Maria |

| Trento 29 aprile 2017, ore 15:00 CEST | Thunders Trento | 47 – 0 | Celtics Dolomiti | Campo Fersina |

| Terni 29 aprile 2017, ore 21:00 CEST | Steelers Terni | 58 – 8 | Legio XIII Roma | C.S. Virgilio Maroso |

| Terrasini 30 aprile 2017, ore 14:00 CEST | Sharks Palermo | 8 – 0 (d.g.s.) | Sauk Wolves Cosenza | Campo Sportivo Favazza |

| Caneva 30 aprile 2017, ore 15:00 CEST | 29ers Alto Livenza | 0 – 34 | Sentinels Isonzo | C.S. Comunale |

| Pederobba 30 aprile 2017, ore 15:00 CEST | Mexicans Pederobba | 12 – 2 | Giants Bolzano 2 | C.S. Comunale |

| San Mango Piemonte 30 aprile 2017, ore 15:00 CEST | Eagles Salerno | 44 – 0 | Navy Seals Bari | C.S. Terzo Tempo |

| San Giorgio Canavese 30 aprile 2017, ore 15:05 CEST | Mastiffs Canavese | 0 – 24 | Rams Milano | C.S. San Giorgio Canavese |

#### 11ª giornata
| Assemini 6 maggio 2017, ore 14:30 CEST | Sirbons Cagliari | 18 – 48 | Etruschi Livorno | Stadio Santa Maria |

| Pescara 6 maggio 2017, ore 19:00 CEST | Crabs Pescara | 16 – 59 | Minatori Cave | C.S. Donati |

| Comacchio 6 maggio 2017, ore 20:30 CEST | Buccaneers Comacchio | 8 – 0 (a tavolino) | Doves Bologna | Stadio Ider Carli |

| Terni 6 maggio 2017, ore 21:00 CEST | Steelers Terni | 14 – 6 | Nuovi Grifoni Perugia | C.S. Virgilio Maroso |

| Catanzaro 7 maggio 2017, ore 14:10 CEST | Black Tide Catanzaro | 42 – 14 | Cardinals Palermo | C.S. A. Curto |

| San Carlo Canavese 7 maggio 2017, ore 14:30 CEST | Blitz San Carlo | 20 – 27 | Lancieri Novara | C.S. Comunale "Blitzfield" |

| Forlì 7 maggio 2017, ore 14:30 CEST | Broncos-Titans Romagna | 0 – 41 | Hurricanes Vicenza | Polisportivo Nevio Treossi |

| Piacenza 7 maggio 2017, ore 15:15 CEST | Wolverines Piacenza | 17 – 14 | Mastiffs Canavese | Centro Sportivo Rugby Gigi Savoia |

| Taranto 7 maggio 2017, ore 16:00 CEST | Delfini Taranto | 7 – 20 | Briganti Napoli | Stadio Erasmo Iacovone |

| Crotone 7 maggio 2017, ore 16:00 CEST | Achei Crotone | 8 – 0 (a tavolino) | Sauk Wolves Cosenza | Achei Field |

#### 12ª giornata
| Fogliano-Redipuglia 13 maggio 2017, ore 20:00 CEST | Sentinels Isonzo | 54 – 0 | 29ers Alto Livenza | Campo Rugby |

| Bolzano 13 maggio 2017, ore 21:00 CEST | Giants Bolzano 2 | 14 – 7 | Redskins Verona | Stadio Europa |

| Fonzaso 13 maggio 2017, ore 14:30 CEST | Celtics Dolomiti | 13 – 33 | Mexicans Pederobba | Impianti Sportivi Comunali |

| Bologna 13 maggio 2017, ore 15:00 CEST | Doves Bologna | 0 – 8 (a tavolino) | Aquile Ferrara | C.S. Bernardi |

| Chiavari 13 maggio 2017, ore 14:30 CEST | Predatori Golfo del Tigullio | 53 – 13 | Pirates Savona | C.S. Daneri |

| Terrasini 14 maggio 2017, ore 15:00 CEST | Sharks Palermo | 60 – 6 | Achei Crotone | C.S. Favazza |

| Bari 14 maggio 2017, ore 15:00 CEST | Navy Seals Bari | 27 – 12 | Rebels Castel San Giorgio | Stadio della Vittoria |

| Perugia 14 maggio 2017, ore 15:00 CEST | Nuovi Grifoni Perugia | 47 – 0 | Legio XIII Roma | C.S. Flavio Mariotti |

| Livorno 14 maggio 2017, ore 16:00 CEST | Etruschi Livorno | 45 – 13 | Veterans Grosseto | C.S. La Pace |

| Asti 14 maggio 2017, ore 15:00 CEST | Alfieri Asti | 20 – 27 | White Tigers Massa | Campo Sportivo |

| Pasian di Prato 14 maggio 2017, ore 16:00 CEST | Draghi Udine | 0 – 35 | Islanders Venezia | C.S.Degano e Zorzi |

| Brindisi 14 maggio 2017, ore 15:00 CEST | Delfini Taranto | 19 – 0 | Eagles Salerno | Stadio Franco Fanuzzi |

#### 13ª giornata
| Cecina 20 maggio 2017, ore 14:00 CEST | Trappers Cecina | 59 – 14 | Sirbons Cagliari | C.S. Athos Martellacci |

| Fogliano-Redipuglia 20 maggio 2017, ore 15:00 CEST | Sentinels Isonzo | 23 – 14 | Islanders Venezia | Campo Rugby |

| Cave 20 maggio 2017, ore 19:00 CEST | Minatori Cave | 13 – 41 | Steelers Terni | Stadio Comunale Luigi Ariola |

| Fonzaso 20 maggio 2017, ore 20:30 CEST | Celtics Dolomiti | 6 – 56 | Thunders Trento | Impianti Sportivi Comunali |

| Vicenza 20 maggio 2017, ore 20:30 CEST | Hurricanes Vicenza | 28 – 7 | Buccaneers Comacchio | Centro Sportivo |

| Caneva 21 maggio 2017, ore 15:00 CEST | 29ers Alto Livenza | 0 – 13 | Muli Trieste | C.S. Comunale |

| Novara 21 maggio 2017, ore 15:00 CEST | Lancieri Novara | 38 – 32 | Rams Milano | Lancieri Field |

| San Mango Piemonte 21 maggio 2017, ore 15:00 CEST | Eagles Salerno | 20 – 8 | Navy Seals Bari | C.S. Terzo Tempo |

| Onigo 21 maggio 2017, ore 15:00 CEST | Mexicans Pederobba | 0 – 26 | Redskins Verona | Stadio Comunale Onigo |

| San Giorgio Canavese 21 maggio 2017, ore 15:00 CEST | Mastiffs Canavese | 23 – 8 | Blitz San Carlo | C.S. San Giorgio Canavese |

| Castiglione Cosentino 21 maggio 2017, ore 16:00 CEST | Sauk Wolves Cosenza | 0 – 8 (a tavolino) | Black Tide Catanzaro | C.S. Boschelli |

| Nocera Superiore 21 maggio 2017, ore 16:30 CEST | Rebels Castel San Giorgio | 6 – 36 | Briganti Napoli | Stadio Karol Wojtyla |

| Roma 21 maggio 2017, ore 16:30 CEST | Legio XIII Roma | 14 – 26 | Crabs Pescara | C.S. Longarina |

| Palermo 21 maggio 2017, ore 17:15 CEST | Cardinals Palermo | 6 – 45 | Sharks Palermo | Campo Sportivo Luis Ribolla |

### Classifica
La classifica della regular season è la seguente:
- PCT = percentuale di vittorie, G = partite giocate, V = partite vinte, P = partite perse, PF = punti fatti, PS = punti subiti
- La qualificazione ai playoff è indicata in verde
- La qualificazione al turno di wild card è indicata in giallo

#### Classifica Girone A
| Pos. | Squadra              | PCT   | G | V | P | PF  | PS  |
| ---- | -------------------- | ----- | - | - | - | --- | --- |
| 1    | Sharks Palermo       | 1.000 | 6 | 6 | 0 | 225 | 29  |
| 2    | Black Tide Catanzaro | .667  | 6 | 4 | 2 | 150 | 82  |
| 3    | Achei Crotone        | .667  | 6 | 4 | 2 | 132 | 182 |
| 4    | Cardinals Palermo    | .167  | 6 | 1 | 5 | 68  | 234 |
| 5    | Sauk Wolves Cosenza  | .000  | 6 | 0 | 6 | 0   | 48  |

#### Classifica Girone B
| Pos. | Squadra                   | PCT  | G | V | P | PF  | PS  |
| ---- | ------------------------- | ---- | - | - | - | --- | --- |
| 1    | Eagles Salerno            | .833 | 6 | 5 | 1 | 156 | 53  |
| 2    | Briganti Napoli           | .833 | 6 | 5 | 1 | 100 | 33  |
| 3    | Delfini Taranto           | .500 | 6 | 3 | 3 | 128 | 78  |
| 4    | Rebels Castel San Giorgio | .167 | 6 | 1 | 5 | 40  | 170 |
| 5    | Navy Seals Bari           | .167 | 6 | 1 | 5 | 43  | 133 |

#### Classifica Girone C
| Pos. | Squadra               | PCT   | G | V | P | PF  | PS  |
| ---- | --------------------- | ----- | - | - | - | --- | --- |
| 1    | Steelers Terni        | 1.000 | 6 | 6 | 0 | 221 | 33  |
| 2    | Minatori Cave         | .667  | 6 | 4 | 2 | 205 | 132 |
| 3    | Nuovi Grifoni Perugia | .500  | 6 | 3 | 3 | 122 | 62  |
| 4    | Crabs Pescara         | .167  | 6 | 1 | 5 | 50  | 206 |
| 5    | Legio XIII Roma       | .167  | 6 | 1 | 5 | 56  | 221 |

#### Classifica Girone D
| Pos. | Squadra           | PCT  | G | V | P | PF  | PS  |
| ---- | ----------------- | ---- | - | - | - | --- | --- |
| 1    | Etruschi Livorno  | .833 | 6 | 5 | 1 | 202 | 45  |
| 2    | Veterans Grosseto | .833 | 6 | 5 | 1 | 220 | 98  |
| 3    | Trappers Cecina   | .333 | 6 | 2 | 4 | 129 | 179 |
| 4    | Sirbons Cagliari  | .000 | 6 | 0 | 6 | 64  | 293 |

#### Classifica Girone E
| Pos. | Squadra                      | PCT  | G | V | P | PF  | PS  |
| ---- | ---------------------------- | ---- | - | - | - | --- | --- |
| 1    | Predatori Golfo del Tigullio | .833 | 6 | 5 | 1 | 249 | 92  |
| 2    | Pirates Savona               | .667 | 6 | 4 | 2 | 188 | 111 |
| 3    | White Tigers Massa           | .500 | 6 | 3 | 3 | 137 | 140 |
| 4    | Alfieri Asti                 | .000 | 6 | 0 | 6 | 54  | 285 |

#### Classifica Girone F
| Pos. | Squadra             | PCT  | G | V | P | PF  | PS  |
| ---- | ------------------- | ---- | - | - | - | --- | --- |
| 1    | Lancieri Novara     | .833 | 6 | 5 | 1 | 142 | 94  |
| 2    | Rams Milano         | .667 | 6 | 4 | 2 | 197 | 84  |
| 3    | Wolverines Piacenza | .500 | 6 | 3 | 3 | 116 | 167 |
| 4    | Mastiffs Canavese   | .500 | 6 | 3 | 3 | 96  | 94  |
| 5    | Blitz San Carlo     | .000 | 6 | 0 | 6 | 58  | 170 |

#### Classifica Girone G
| Pos. | Squadra                | PCT   | G | V | P | PF  | PS  |
| ---- | ---------------------- | ----- | - | - | - | --- | --- |
| 1    | Hurricanes Vicenza     | 1.000 | 6 | 6 | 0 | 244 | 13  |
| 2    | Aquile Ferrara         | .833  | 6 | 5 | 1 | 215 | 82  |
| 3    | Buccaneers Comacchio   | .333  | 6 | 2 | 4 | 88  | 179 |
| 4    | Broncos-Titans Romagna | .333  | 6 | 2 | 4 | 75  | 195 |
| 5    | Doves Bologna          | .000  | 6 | 0 | 6 | 6   | 159 |

#### Classifica Girone H
| Pos. | Squadra            | PCT   | G | V | P | PF  | PS  |
| ---- | ------------------ | ----- | - | - | - | --- | --- |
| 1    | Sentinels Isonzo   | 1.000 | 6 | 6 | 0 | 212 | 40  |
| 2    | Muli Trieste       | .667  | 6 | 4 | 2 | 166 | 31  |
| 3    | Islanders Venezia  | .667  | 6 | 4 | 2 | 189 | 63  |
| 4    | 29ers Alto Livenza | .167  | 6 | 1 | 5 | 27  | 219 |
| 5    | Draghi Udine       | .000  | 6 | 0 | 6 | 14  | 255 |

#### Classifica Girone I
| Pos. | Squadra            | PCT  | G | V | P | PF  | PS  |
| ---- | ------------------ | ---- | - | - | - | --- | --- |
| 1    | Thunders Trento    | .833 | 6 | 5 | 1 | 254 | 25  |
| 2    | Redskins Verona    | .667 | 6 | 4 | 2 | 112 | 75  |
| 3    | Giants Bolzano 2   | .500 | 6 | 3 | 3 | 79  | 83  |
| 4    | Mexicans Pederobba | .333 | 6 | 2 | 4 | 79  | 164 |
| 5    | Celtics Dolomiti   | .167 | 6 | 1 | 5 | 45  | 222 |

## Playoff

### Tabellone
|  | Wild Card            | Wild Card                    |    |                    | Quarti di conference         | Quarti di conference |                    |                  | Semifinali di conference | Semifinali di conference |                  |    | Finali di conference | Finali di conference |  |  | XVIII Nine Bowl | XVIII Nine Bowl |  |  |  |  |  |
|  |                      |                              |    |                    |                              |                      |                    |                  |                          |                          |                  |    |                      |                      |  |  |                 |                 |  |  |  |  |  |
|  | Pirates Savona       | 26                           |    |                    | Sentinels Isonzo             | 38                   |                    |                  |                          |                          |                  |    |                      |                      |  |  |                 |                 |  |  |  |  |  |
|  | Islanders Venezia    | 12                           |    |                    | Pirates Savona               | 7                    |                    |                  |                          |                          |                  |    |                      |                      |  |  |                 |                 |  |  |  |  |  |
|  | Islanders Venezia    | 12                           |    | Sentinels Isonzo   | Pirates Savona               | 7                    | 12                 |                  |                          |                          |                  |    |                      |                      |  |  |                 |                 |  |  |  |  |  |
|  |                      |                              |    |                    |                              |                      | 12                 |                  |                          |                          |                  |    |                      |                      |  |  |                 |                 |  |  |  |  |  |
|  |                      | Thunders Trento              | 7  |                    |                              |                      |                    |                  |                          |                          |                  |    |                      |                      |  |  |                 |                 |  |  |  |  |  |
|  | Aquile Ferrara       | Thunders Trento              | 7  | 42                 | Thunders Trento              | 28                   |                    |                  |                          |                          |                  |    |                      |                      |  |  |                 |                 |  |  |  |  |  |
|  | Aquile Ferrara       |                              |    | 42                 | Thunders Trento              | 28                   |                    |                  |                          |                          |                  |    |                      |                      |  |  |                 |                 |  |  |  |  |  |
|  | Wolverines Piacenza  | 43                           |    |                    | Wolverines Piacenza          | 0                    |                    |                  |                          |                          |                  |    |                      |                      |  |  |                 |                 |  |  |  |  |  |
|  | Wolverines Piacenza  | 43                           |    |                    |                              | 0                    |                    | Sentinels Isonzo | 21                       |                          |                  |    |                      |                      |  |  |                 |                 |  |  |  |  |  |
|  |                      |                              |    |                    |                              |                      |                    |                  |                          |                          |                  |    |                      |                      |  |  |                 |                 |  |  |  |  |  |
|  |                      | Hurricanes Vicenza           | 6  |                    |                              |                      |                    |                  |                          |                          |                  |    |                      |                      |  |  |                 |                 |  |  |  |  |  |
|  | Rams Milano          | Hurricanes Vicenza           | 6  | 42                 |                              |                      | Hurricanes Vicenza | 33               |                          |                          |                  |    |                      |                      |  |  |                 |                 |  |  |  |  |  |
|  | Rams Milano          |                              |    | 42                 |                              |                      | Hurricanes Vicenza | 33               |                          |                          |                  |    |                      |                      |  |  |                 |                 |  |  |  |  |  |
|  | Muli Trieste         | 31                           |    |                    | Rams Milano                  | 24                   |                    |                  |                          |                          |                  |    |                      |                      |  |  |                 |                 |  |  |  |  |  |
|  | Muli Trieste         | 31                           |    | Hurricanes Vicenza | Rams Milano                  | 24                   | 37                 |                  |                          |                          |                  |    |                      |                      |  |  |                 |                 |  |  |  |  |  |
|  |                      |                              |    |                    |                              |                      | 37                 |                  |                          |                          |                  |    |                      |                      |  |  |                 |                 |  |  |  |  |  |
|  |                      | Lancieri Novara              | 23 |                    |                              |                      |                    |                  |                          |                          |                  |    |                      |                      |  |  |                 |                 |  |  |  |  |  |
|  | Redskins Verona      | Lancieri Novara              | 23 | 29                 | Lancieri Novara              | 42                   |                    |                  |                          |                          |                  |    |                      |                      |  |  |                 |                 |  |  |  |  |  |
|  | Redskins Verona      |                              |    | 29                 | Lancieri Novara              | 42                   |                    |                  |                          |                          |                  |    |                      |                      |  |  |                 |                 |  |  |  |  |  |
|  | Giants Bolzano 2     | 14                           |    |                    | Redskins Verona              | 12                   |                    |                  |                          |                          |                  |    |                      |                      |  |  |                 |                 |  |  |  |  |  |
|  | Giants Bolzano 2     | 14                           |    |                    |                              |                      |                    |                  |                          |                          | Sentinels Isonzo | 17 |                      |                      |  |  |                 |                 |  |  |  |  |  |
|  |                      |                              |    |                    |                              |                      |                    |                  |                          |                          |                  |    |                      |                      |  |  |                 |                 |  |  |  |  |  |
|  |                      | Sharks Palermo               | 14 |                    |                              |                      |                    |                  |                          |                          |                  |    |                      |                      |  |  |                 |                 |  |  |  |  |  |
|  | Minatori Cave        | Sharks Palermo               | 14 | 28                 |                              |                      | Steelers Terni     | 44               |                          |                          |                  |    |                      |                      |  |  |                 |                 |  |  |  |  |  |
|  | Minatori Cave        |                              |    | 28                 |                              |                      | Steelers Terni     | 44               |                          |                          |                  |    |                      |                      |  |  |                 |                 |  |  |  |  |  |
|  | Achei Crotone        | 24                           |    |                    | Minatori Cave                | 14                   |                    |                  |                          |                          |                  |    |                      |                      |  |  |                 |                 |  |  |  |  |  |
|  | Achei Crotone        | 24                           |    | Steelers Terni     | Minatori Cave                | 14                   | 43                 |                  |                          |                          |                  |    |                      |                      |  |  |                 |                 |  |  |  |  |  |
|  |                      |                              |    |                    |                              |                      | 43                 |                  |                          |                          |                  |    |                      |                      |  |  |                 |                 |  |  |  |  |  |
|  |                      | Eagles Salerno               | 16 |                    |                              |                      |                    |                  |                          |                          |                  |    |                      |                      |  |  |                 |                 |  |  |  |  |  |
|  | Etruschi Livorno     | Eagles Salerno               | 16 | 12                 | Eagles Salerno               | 54                   |                    |                  |                          |                          |                  |    |                      |                      |  |  |                 |                 |  |  |  |  |  |
|  | Etruschi Livorno     |                              |    | 12                 | Eagles Salerno               | 54                   |                    |                  |                          |                          |                  |    |                      |                      |  |  |                 |                 |  |  |  |  |  |
|  | White Tigers Massa   | 23                           |    |                    | White Tigers Massa           | 0                    |                    |                  |                          |                          |                  |    |                      |                      |  |  |                 |                 |  |  |  |  |  |
|  | White Tigers Massa   | 23                           |    |                    |                              | 0                    |                    | Steelers Terni   | 23                       |                          |                  |    |                      |                      |  |  |                 |                 |  |  |  |  |  |
|  |                      |                              |    |                    |                              |                      |                    |                  |                          |                          |                  |    |                      |                      |  |  |                 |                 |  |  |  |  |  |
|  |                      | Sharks Palermo               | 44 |                    |                              |                      |                    |                  |                          |                          |                  |    |                      |                      |  |  |                 |                 |  |  |  |  |  |
|  | Briganti Napoli      | Sharks Palermo               | 44 | 32                 |                              |                      | Sharks Palermo     | 31               |                          |                          |                  |    |                      |                      |  |  |                 |                 |  |  |  |  |  |
|  | Briganti Napoli      |                              |    | 32                 |                              |                      | Sharks Palermo     | 31               |                          |                          |                  |    |                      |                      |  |  |                 |                 |  |  |  |  |  |
|  | Black Tide Catanzaro | 7                            |    |                    | Briganti Napoli              | 0                    |                    |                  |                          |                          |                  |    |                      |                      |  |  |                 |                 |  |  |  |  |  |
|  | Black Tide Catanzaro | 7                            |    | Sharks Palermo     | Briganti Napoli              | 0                    | 49                 |                  |                          |                          |                  |    |                      |                      |  |  |                 |                 |  |  |  |  |  |
|  |                      |                              |    |                    |                              |                      | 49                 |                  |                          |                          |                  |    |                      |                      |  |  |                 |                 |  |  |  |  |  |
|  |                      | Predatori Golfo del Tigullio | 7  |                    |                              |                      |                    |                  |                          |                          |                  |    |                      |                      |  |  |                 |                 |  |  |  |  |  |
|  | Veterans Grosseto    | Predatori Golfo del Tigullio | 7  | 12                 | Predatori Golfo del Tigullio | 50                   |                    |                  |                          |                          |                  |    |                      |                      |  |  |                 |                 |  |  |  |  |  |
|  | Veterans Grosseto    |                              |    | 12                 | Predatori Golfo del Tigullio | 50                   |                    |                  |                          |                          |                  |    |                      |                      |  |  |                 |                 |  |  |  |  |  |
|  | Delfini Taranto      | 6                            |    |                    | Veterans Grosseto            | 17                   |                    |                  |                          |                          |                  |    |                      |                      |  |  |                 |                 |  |  |  |  |  |

### Wild Card
| Pero 3 giugno 2017, ore 16:00 CEST | Rams Milano | 42 – 31 (14-13 14-6 7-0 7-12) | Muli Trieste | Stadio Comunale Gianni Brera |

| Albisola Superiore 4 giugno 2017, ore 15:30 CEST | Pirates Savona | 26 – 12 (7-6 6-0 7-6 6-0) | Islanders Venezia | Campo Sportivo Luceto |

| Istia d'Ombrone 4 giugno 2017, ore 15:30 CEST | Veterans Grosseto | 12 – 6 (6-0 0-0 0-0 6-6) | Delfini Taranto | C.S. Veterans Field |

| Livorno 4 giugno 2017, ore 15:30 CEST | Etruschi Livorno | 12 – 23 (0-14 12-7 0-0 0-2) | White Tigers Massa | C.S. La Pace |

| Napoli 4 giugno 2017, ore 16:00 CEST | Briganti Napoli | 32 – 7 (8-0 12-0 6-0 6-7) | Black Tide Catanzaro | Briganti Field |

| San Giovanni Lupatoto 4 giugno 2017, ore 16:00 CEST | Redskins Verona | 29 – 14 (14-6 15-8 0-0 0-0) | Giants Bolzano 2 | C.S. Mozzo |

| Ferrara 4 giugno 2017, ore 16:00 CEST | Aquile Ferrara | 42 – 43 (7-13 7-11 14-12 14-7) | Wolverines Piacenza | Mike Wyatt Field |

| Cave 4 giugno 2017, ore 17:00 CEST | Minatori Cave | 28 – 24 (6-8 8-8 8-8 6-0) | Achei Crotone | Stadio Comunale Luigi Ariola |

### Quarti di conference
| Terni 10 giugno 2017, ore 21:00 CEST | Steelers Terni | 44 – 14 (21-0 7-7 16-0 0-7) | Minatori Cave | C.S. Virgilio Maroso |

| Chiavari 10 giugno 2017, ore 21:00 CEST | Predatori Golfo del Tigullio | 50 – 17 (13-14 30-0 7-0 0-3) | Veterans Grosseto | C.S. Daneri |

| Terrasini 11 giugno 2017, ore 15:15 CEST | Sharks Palermo | 31 – 0 (0-0 12-0 6-0 13-0) | Briganti Napoli | Campo Sportivo Favazza |

| Salerno 11 giugno 2017, ore 15:30 CEST | Eagles Salerno | 54 – 0 (20-0 22-0 6-0 6-0) | White Tigers Massa | Centro sportivo Vincenzo Volpe |

| Fogliano-Redipuglia 11 giugno 2017, ore 16:00 CEST | Sentinels Isonzo | 38 – 7 (3-0 14-0 7-0 14-7) | Pirates Savona | Campo Rugby |

| Trento 11 giugno 2017, ore 16:00 CEST | Thunders Trento | 28 – 0 (0-0 14-0 14-0 0-0) | Wolverines Piacenza | Campo Fersina |

| Novara 11 giugno 2017, ore 16:00 CEST | Lancieri Novara | 42 – 12 (0-6 21-0 7-6 14-0) | Redskins Verona | Lancieri Field |

| Vicenza 11 giugno 2017, ore 18:00 CEST | Hurricanes Vicenza | 33 – 24 (13-6 6-6 7-0 7-12) | Rams Milano | BPVI Arena |

### Semifinali di conference
| Fogliano-Redipuglia 17 giugno 2017, ore 16:30 CEST | Sentinels Isonzo | 12 – 7 (0-0 6-0 0-0 6-7) | Thunders Trento | Campo Rugby |

| Narni Scalo 17 giugno 2017, ore 21:00 CEST | Steelers Terni | 43 – 16 (12-8 17-8 8-0 6-0) | Eagles Salerno | C.S. Hotel Terra Umbra |

| Terrasini 18 giugno 2017, ore 14:30 CEST | Sharks Palermo | 49 – 7 (0-0 21-0 14-7 14-0) | Predatori Golfo del Tigullio | C.S. Favazza |

| Vicenza 18 giugno 2017, ore 17:45 CEST | Hurricanes Vicenza | 37 – 23 (15-7 15-10 7-0 0-6) | Lancieri Novara | BPVI Arena |

### Finali di conference
| Fogliano-Redipuglia 24 giugno 2017, ore 16:00 CEST | Sentinels Isonzo | 21 – 6 (0-0 7-0 7-6 7-0) | Hurricanes Vicenza | Campo Rugby |

| Narni Scalo 25 giugno 2017, ore 12:15 CEST | Steelers Terni | 23 – 44 (0-7 16-12 0-11 7-14) | Sharks Palermo | C.S. Hotel Terra Umbra |

### XVIII NineBowl
| Vicenza 7 luglio 2017, ore 21:00 CEST | Sentinels Isonzo | 17 – 14 | Sharks Palermo | Stadio Romeo Menti |

## XVIII NineBowl
Il XVIII Ninebowl si è disputato il 7 luglio 2017 allo Stadio Romeo Menti di Vicenza. L'incontro è stato vinto dai Sentinels Isonzo sugli Sharks Palermo con il risultato di 17 a 14.

## Verdetti
- Sentinels Isonzo Vincitori del Nine Bowl 2017